# Campo magnetico stellare

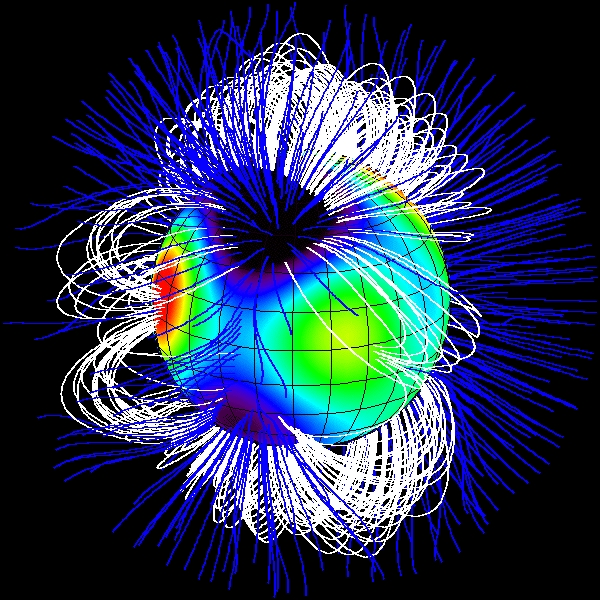
Campo magnetico superficiale di Tau Scorpii (una stella massiccia), ricostruito tramite la tecnica dello Zeeman-Doppler imaging.

Un campo magnetico stellare è un campo magnetico generato all'interno di una stella di sequenza principale dal movimento del plasma della sua zona convettiva; tale moto è causato dal fenomeno della convezione, una modalità di trasferimento dell'energia che implica il movimento fisico della materia. Il campo magnetico, inizialmente localizzato nella zona convettiva, esercita una forza sul plasma che la costituisce, incrementando la pressione senza un paragonabile aumento di densità; di conseguenza la regione magnetizzata si estende al resto del plasma fino a raggiungere la fotosfera della stella. Si vengono a creare in questo modo le caratteristiche macchie stellari ed il fenomeno degli anelli coronali.

## Misurazioni

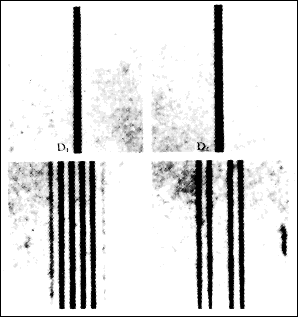
Confronto tra gli spettri di assorbimento emessi da una sorgente luminosa libera (sopra) e magnetizzata (sotto).

Il campo magnetico di una stella può esser misurato tramite l'effetto Zeeman. Normalmente gli atomi che costituiscono l'atmosfera stellare assorbono alcune frequenze, corrispondenti a degli specifici livelli energetici dello spettro elettromagnetico, producendo le caratteristiche linee scure di assorbimento dello spettro. Quando però gli atomi sono convogliati all'interno del campo magnetico, tali linee subiscono una suddivisione in più linee ravvicinate tra loro, mentre l'energia diviene polarizzata, assumendo un orientamento che dipende dall'orientamento del campo magnetico. In questo modo possono esser determinate la forza e la direzione del campo magnetico della stella esaminando le linee proprie dell'effetto Zeeman.
Un valido strumento per misurare il campo magnetico stellare è lo spettropolarimetro, uno strumento costituito da uno spettrografo combinato con un polarimetro. Il primo esemplare di tali strumenti fu il NARVAL, montato sul telescopio Bernard Lyot dell'osservatorio del Pic du Midi nei Pirenei francesi.

## Generazione del campo magnetico
Si ritiene che i campi magnetici stellari si originino all'interno della zona convettiva della stella dal movimento per convezione del plasma, che si comporta come una dinamo che genera un campo bipolare. Poiché le stelle sono soggette ad una rotazione differenziale — differenti velocità e tempi di rotazione a seconda della latitudine dell'astro —, il campo magnetico è costretto in un campo toroidale, simile ad un insieme di corde che si attorcigliano attorno al corpo celeste. I campi possono essere in certi casi estremamente intensi, generando un'attività che emerge alla superficie della stella.

## Attività superficiale

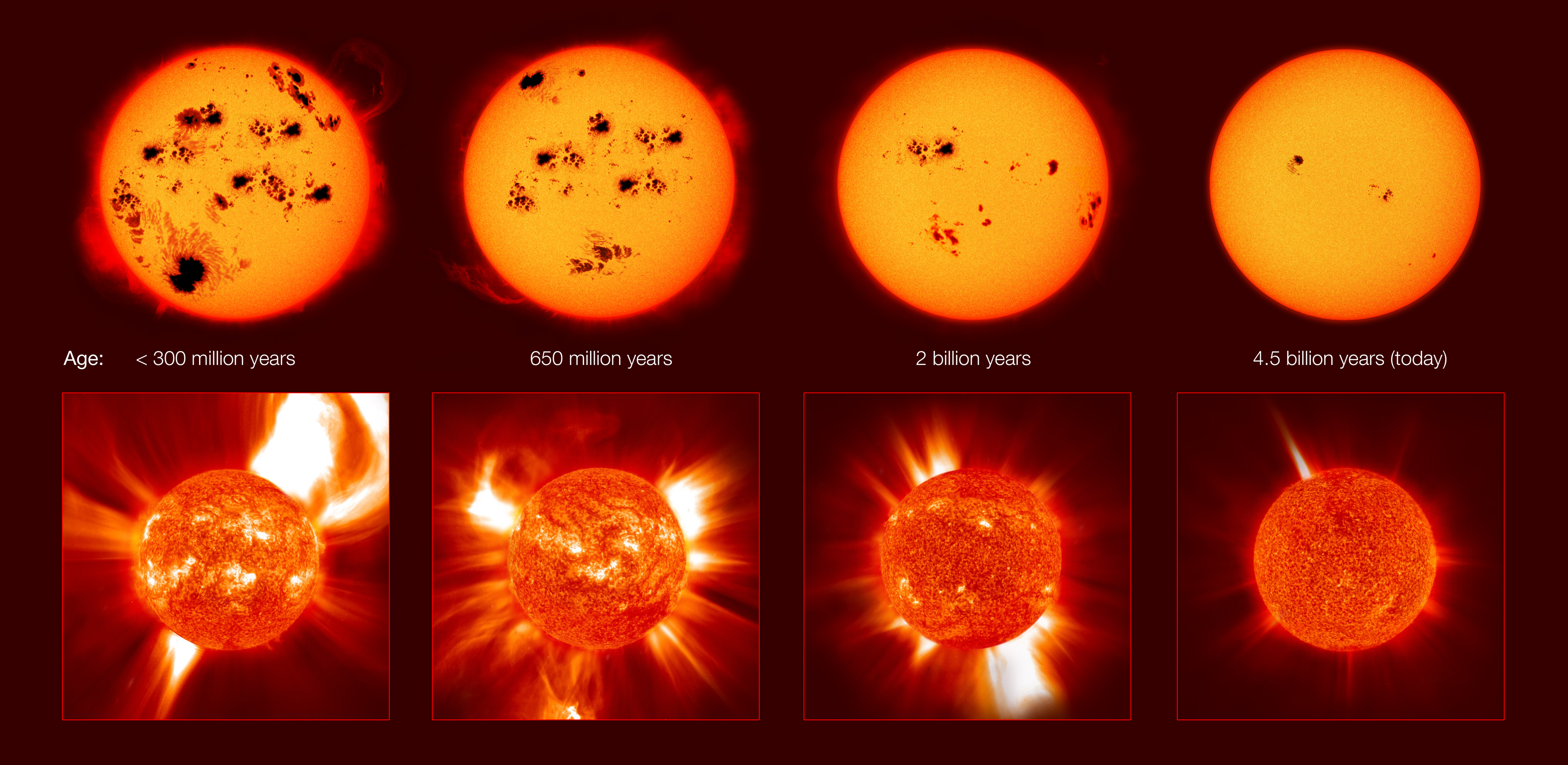
Immagine che mostra come, man mano che una stella procede lungo la sequenza principale, la sua attività magnetica tende a ridursi, come testimonia la diminuzione del numero e dell'ampiezza delle macchie fotosferiche.

Le macchie stellari sono delle regioni della superficie di una stella in cui è intensa l'attività magnetica e costituiscono la componente visibile dei flussi tuboidali magnetici che si formano nella zona convettiva. La rotazione differenziale causa uno stiramento ed un attorcigliamento dei flussi, inibendo la convezione e producendo zone a temperatura più bassa del resto della superficie. Spesso al di sopra delle macchie si formano degli anelli coronali, che sono il risultato dell'interazione tra il campo magnetico e i gas della corona. Tali formazioni anulari sono la causa dell'altissima temperatura delle corone stellari (oltre un milione di kelvin).
Il campo magnetico è responsabile anche dei brillamenti e delle espulsioni coronali di massa, fenomeni nei quali riscalda il plasma sino a varie decine di milioni di gradi ed accelera le particelle a velocità estreme, tanto che esse sfuggono all'attrazione gravitazionale della stella.
L'attività superficiale sembra essere correlata all'età e alla velocità di rotazione delle stelle di sequenza principale. Le giovani stelle, dotate di alte velocità di rotazione, mostrano forti attività; al contrario, le stelle di mezz'età, simili al Sole, con una bassa velocità di rotazione mostrano bassi livelli di attività che variano con periodicità ciclica. Alcune tra le stelle più vecchie mostrano un'attività quasi assente, il che può significare che si trovano in un momento di calma, paragonabile al minimo di Maunder registrato dal Sole. Le misurazioni delle variazioni delle periodicità nelle attività stellari, possono rivelarsi utili per determinare le diverse velocità di rotazione di una stella.

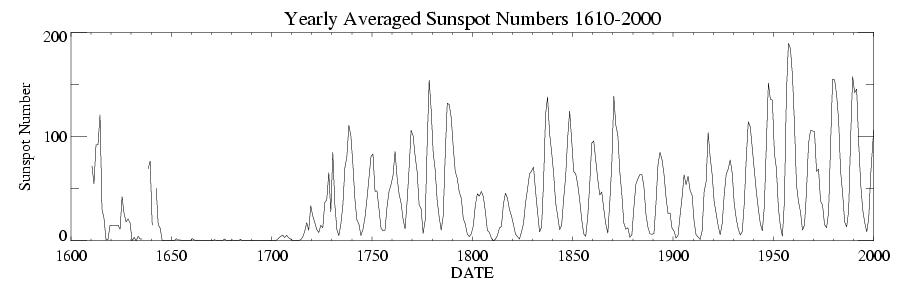
Periodicità e numero delle macchie solari negli ultimi quattro secoli.

## Stelle magnetiche

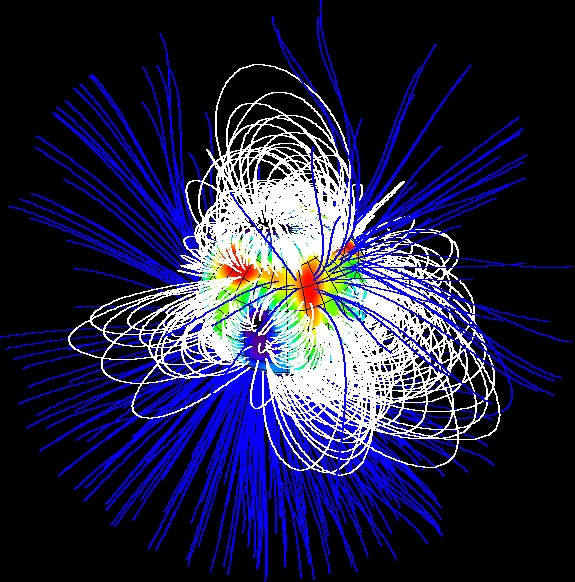
Campo magnetico superficiale di SU Aurigae (una giovane stella T Tauri), ricostruito mediante l'uso della tecnica dello Zeeman-Doppler imaging

Le stelle T Tauri sono una tipologia di stelle pre-sequenza principale che sono riscaldata dalla contrazione gravitazionale e non hanno del tutto iniziato a fondere l'idrogeno in elio nel proprio nucleo. Si tratta di stelle variabili che mostrano una grande attività magnetica. Si ritiene che i campi magnetici di tali stelle interagiscano con i forti venti stellari da esse prodotti, trasferendo il proprio momento angolare al disco protoplanetario circostante; ciò permette alla stella di rallentare la propria velocità di rotazione mentre essa collassa.
Le piccole stelle di classe M (con masse comprese tra 0,1 e 0,6 masse solari) che mostrano rapidi ed irregolari fenomeni di variabilità sono dette stelle a brillamento. Gli astronomi ritengono che tali fluttuazioni siano causate dai flare, nonostante l'attività magnetica complessiva risulti più forte relativamente alle dimensioni della stella. I flare di questa categoria di stelle arrivano ad estendersi nello spazio per oltre il 20% della circonferenza stellare ed irradiano gran parte della propria energia nelle lunghezze d'onda del blu e dell'ultravioletto.
Le nebulose planetarie si originano quando una gigante rossa espelle nello spazio i suoi strati esterni, formando un guscio di gas in espansione. Resta però un mistero il perché tali gusci non sempre appaiano simmetricamente sferici. L'80% delle nebulose planetarie inoltre non ha una forma sferica, bensì bipolare o ellittica. Una possibile spiegazione a tale fenomeno è riscontrabile nel ruolo rivestito dal campo magnetico della stella: anziché espandersi in ogni direzione, il plasma espulso tende a sfuggire lungo i poli magnetici della stella. Le osservazioni delle stelle centrali in almeno quattro nebulose planetarie ha confermato che esse possiedono dei forti campi magnetici.
Al termine del proprio ciclo vitale, alcune stelle massicce esplodono come supernovae e lasciano come residuo un oggetto compatto, costituito da neutroni, che prende il nome di stella di neutroni. Le stelle di neutroni conservano buona parte del campo magnetico della stella progenitrice, ma, a causa del collasso cui è andata incontro, il loro campo magnetico risulta enormemente potenziato. La stella di neutroni ruota rapidamente sul proprio asse, manifestandosi come pulsar, vale a dire una sorgente di onde radio che emette fasci di energia che periodicamente possono essere puntati verso un osservatore, che li percepisce come pulsazioni di onde radio. Una forma estremamente magnetizzata delle stelle di neutroni prende il nome di magnetar, che si formano a seguito dell'esplosione di una supernova di tipo II. L'esistenza di tali stelle fu confermata nel 1998, tramite le misurazioni della stella SGR 1806-20. Il campo magnetico di tale stella ne ha incrementato la temperatura superficiale sino a 18 milioni di K e rilascia grandi quantità di energia in gamma ray burst.